# Batanovtsi
Batanovtsi (Bulgaars: Батановци) is een kleine stad met 2.000 inwoners in het westen van Bulgarije in de oblast Pernik, tussen de steden Radomir en Pernik in. Tussen 1950 en 1992 heette de stad Temelkovo. Batanovtsi is in 1974 uitgeroepen tot stad, daarvoor was het nog een dorp.

## Bevolking
De stad Batanovtsi telde op 7 september 2021 ongeveer 2.000 inwoners. Dit waren 259 inwoners (-11,4%) minder dan 2.263 inwoners in 2011. De gemiddelde jaarlijkse groei in die periode komt daarmee uit op -1,1%, hetgeen gelijk is aan het landelijk jaarlijks gemiddelde over deze periode (-1,14%). Het recordaantal inwoners werd bereikt in 1965, toen er 4.684 personen in het dorp werden geregistreerd. 
- 1934 2029
Koninkrijk Bulgarije
- 1946 2543
Volksrepubliek Bulgarije
- 1956 3424
Volksrepubliek Bulgarije
- 1965 4684
Volksrepubliek Bulgarije
- 1975 4347
Volksrepubliek Bulgarije
- 1985 3915
Volksrepubliek Bulgarije
- 1992 2953
Republiek Bulgarije
- 2001 2638
Republiek Bulgarije
- 2011 2263
Republiek Bulgarije
- 2021 2004
Republiek Bulgarije

- Koninkrijk Bulgarije
- Volksrepubliek Bulgarije
- Republiek Bulgarije

In de stad wonen nagenoeg uitsluitend etnische Bulgaren. In de optionele volkstelling van 2011 identificeerden 219 van de 230 ondervraagden zichzelf met de Bulgaarse etniciteit - oftewel 95% van de bevolking. De overige ondervraagden waren vooral Roma.
| Erniciteit         | Aantal | %      |
| ------------------ | ------ | ------ |
| Bulgaren           | 2189   | 99,1 % |
| Roma               | 3      | 0,1 %  |
| Turken             | 3      | 0,1 %  |
| Onbekend           | 13     | 0,7 %  |
| Alle ondervraagden | 2208   |        |